# Regimiento del Sarre

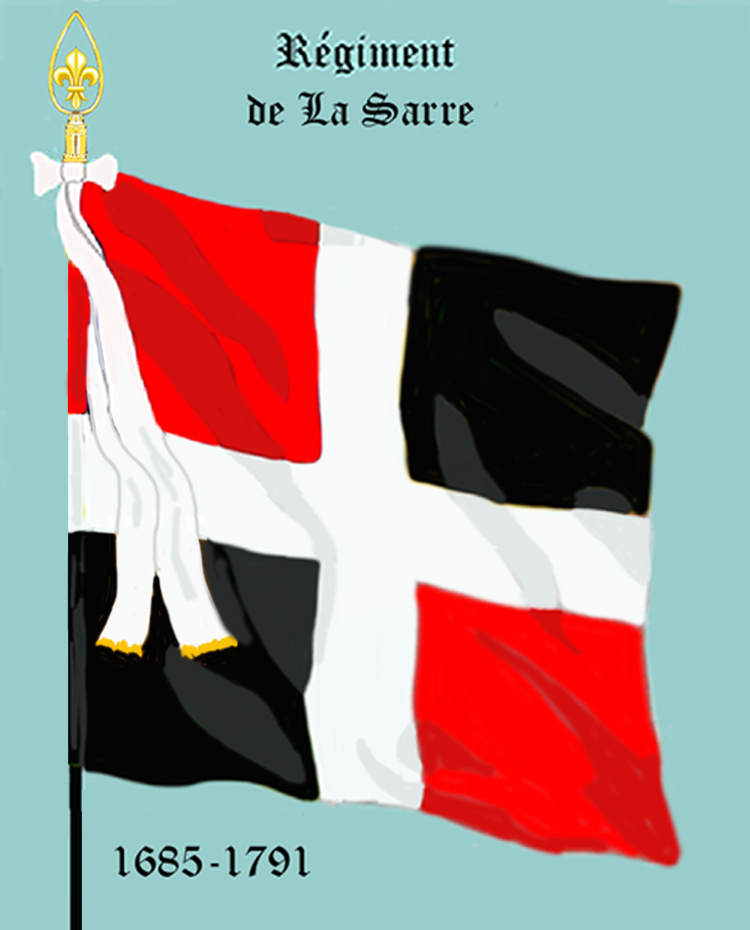
Bandera del Regimiento del Sarre.

El 51° Regimiento de Infantería es una unidad del Ejército Francés, creada con el nombre de Regimiento del Sarre bajo el reinado de Luis XIV. Destacó especialmente en la defensa de Nueva Francia durante la Guerra de los Siete Años.

## Creación y distintas denominaciones
1685: Creación del regimiento del Sarre partiendo del regimiento de la Ferté Sennecterre
1 de enero de 1791: se renombran todos los regimientos en función del arma y se numeran por antigüedad; por lo que se renombra como  51º de Infantería de línea.

## Jefes de cuerpo
- 1770: Duque de la Rochefoucauld

- 1862: Coronel Garnier

### Antiguo Régimen
En 1756, su segundo batallón fue enviado a Nueva Francia y participó en la Guerra de los Siete Años contra los ejércitos británicos.

### Divisa
Más está en nosotros